# Братишкин, Михаил Иванович
Михаи́л Ива́нович Брати́шкин (10 ноября 1924, Зимовники, Северо-Кавказский край — 27 декабря 2020, Челябинск) —  российский государственный деятель, финансист и банкир.

## Биография
Родился 10 ноября 1924 года в посёлке Зимовники Северо-Кавказского края (ныне в Ростовской области).
Окончил Московский финансовый институт (ныне Финансовый университет при Правительстве Российской Федерации) и Берлинский Вест-Ост институт.
В семнадцать лет поступил в военную авиатехническую школу Астрахани. Затем, после окончания курсов и начала Великой Отечественной войны, воевал механиком в штурмовом авиаполку, позже — пилотом 9-й отдельной гвардейской авиаэскадрильи ГВФ, которая сопровождала корабли Черноморского флота. Пройдя всю войну, в 1946 году был демобилизован после ранения по состоянию здоровья.
Работал инкассатором в Литовской республиканской конторе Госбанка СССР. С 1957 года работал управляющим городским отделением Госбанка в Липецке. В 1961 году был назначен заместителем управляющего Липецкой областной конторой Госбанка. С 1964 по 1990 год возглавлял Челябинскую областную контору Госбанка СССР. В 1987 году работал вице-президентом компании «ПромАсс».
С 1990 года возглавлял «Челиндбанк» (Челябинск); был председателем правления, затем — генеральным директором. Также являлся представителем Ассоциации региональных банков России (Ассоциация «Россия» Архивная копия от 5 декабря 2017 на Wayback Machine) в Уральском федеральном округе.
По данным Ассоциации «Россия», Михаил Иванович Братишкин являлся по состоянию на 2011 год старейшим руководителем банка не только в России, но и в мире.
Умер 27 декабря 2020 года в Челябинске.

## Награды
- Был награждён орденами Октябрьской Революции, Отечественной войны I степени, Трудового Красного Знамени и «Знак Почёта», а также медалями
- Заслуженный экономист РСФСР
- Почётный гражданин Челябинской области[2]